# Alice van Innis
Alice van Innis (Brugge, 9 september 1988) is een Belgisch beeldend kunstenaar en sociaal activiste die in Brussel woont. Zij kreeg haar opleiding textielontwerp aan de Koninklijke Academie voor Schone Kunsten van Gent, waar ze in 2012 afstudeerde. Alice van Innis is een van de drie dochters van de beeldende kunstenaar Benoît van Innis.